# Cimetière commémoratif des combattants de la lutte de libération nationale à Novi Sad
Le cimetière commémoratif des combattants de la lutte de libération nationale à Novi Sad (en serbe cyrillique : Спомен гробље бораца НОР-а у Новом Саду ; en serbe latin : Spomen groblje boraca NOR-a u Novom Sadu) est un ensemble mémoriel situé à Novi Sad, la capitale de la province de Voïvodine, en Serbie. Inauguré en 1984, il est inscrit sur la liste des entités spatiales historico-culturelles de grande importance de la république de Serbie (n° d'identifiant PKIC 46),.

## Présentation
Le cimetière commémoratif se trouve au 65 Rumenački put (la « route de Rumenka »), dans une section du cimetière municipal (en serbe : Gradsko groblje). Il forme un rectangle mesurant 108,67 m de large sur 142,95 m de long. Il honore la mémoire des combattants de la lutte de libération nationale (Narodnooslobodilački rat ; en abrégé : NOR) tués entre 1941 et 1945. L'ensemble commémoratif a été achevé et ouvert au public le 21 octobre 1984, à l'occasion du 40e anniversaire de la libération de Novi Sad (23 octobre).
Dans le cimetière sont enterrés 286 combattants et sont gravés les noms de 538 autres personnes, enterrées dans d'autres lieux. Le cimetière a été conçu par l'architecte Čedomir Radović, qui a travaillé avec les sculpteurs Vojin Dedejević et Sava Halugin. L'entrée du cimetière s'effectue entre deux blocs de marbre gris ; par une allée connue sous le nom d'avenue de la Révolution, on accède à ensemble de blocs de pierre de taille moindre, regroupés en 5 fois 12 blocs, symbolisant les années et les mois de la guerre.